# Советский (Адыгея)
Сове́тский — хутор в Майкопском муниципальном районе Республики Адыгея России.
Входит в состав Кировского сельского поселения.

## Население
| 2002 | 2010 | 2013 | 2014 | 2015 | 2016 | 2017 |
| ---- | ---- | ---- | ---- | ---- | ---- | ---- |
| 468  | ↗472 | ↗486 | ↘481 | ↗490 | ↗498 | ↗502 |
| 2018 | 2019 | 2020 | 2021 | 2023 | 2024 |      |
| ↗517 | ↘511 | ↘508 | ↘437 | ↘425 | ↗435 |      |

По данным Всероссийской переписи населения 2021 года:
| Народ               | Численность, чел. | Доля от всего населения, % |
| ------------------- | ----------------- | -------------------------- |
| русские             | 238               | 54,46 %                    |
| армяне              | 42                | 9,61 %                     |
| цыгане              | 39                | 8,92 %                     |
| адыги               | 20                | 4,58 %                     |
| другие / не указано | 98                | 22,43 %                    |
| всего               | 437               | 100,0 %                    |

## Улицы
- Западная,
- Короткая,
- Ленина,
- Подгорная,
- Полевая.